# جو تشرشل
جوانا تشرشل هو سياسية من حزب المحافظين البريطاني وتشغل حاليًا منصب وكيل الوزارة البرلماني للوقاية والصحة العامة والرعاية الأولية في وزارة الصحة والرعاية الاجتماعية. تم انتخابها عضوًا في البرلمان عن سانت أدموند بوري في عام 2015.

## الحياة السابقة
تلقت جوانا تشرشل تعليمها في مدرسة دام أليس هاربور.

## الحياة المهنية
كان تشرشل المدير المالي لشركة سقالات وعملت في مجلس مقاطعة لينكولنشاير.
تشرشل هي عضو البرلمان عن دائرة بوري سانت إدموندز في سوفولك، والتي تضم بيري سانت إدموندز وستوماركت، بعد أن شغلت مقعدها لأول مرة في الانتخابات العامة لعام 2015. عملت سابقًا في لجنة المرأة والمساواة ولجنة اختيار التدقيق البيئي. 
عارض تشرشل خروج بريطانيا من الاتحاد الأوروبي قبل استفتاء 2016. وقد صرحت منذ ذلك الحين أنه يجب احترام نتيجة استفتاء الاتحاد الأوروبي، وبالتالي دعمت تيريزا ماي في تفعيل المادة 50 (العملية الرسمية لمغادرة الاتحاد الأوروبي).
دخلت الحكومة عندما تم تعيينها مديرة مساعدة للحكومة أثناء التعديل الوزاري في 9 يناير 2018، بعد أن عملت سابقًا في منصب سكرتيرة لجيريمي هانت، الوزير المفوض لوزارة الصحة.
في يوليو 2019 تم تعيين تشرشل وكيل وزارة برلماني للوقاية والصحة العامة والرعاية الأولية في وزارة الصحة والرعاية الاجتماعية.